# Tribunal Regional do Trabalho da 6.ª Região
O Tribunal Regional do Trabalho da 6ª Região, com sede em Recife, estado de Pernambuco, é um órgão federal da Justiça do Trabalho, pertencente ao Poder Judiciário da República Federativa do Brasil, o qual exerce jurisdição em todo território do estado de Pernambuco.

## Histórico
Em 1946, o Conselho Regional do Trabalho passou a ser denominado Tribunal Regional do Trabalho nos termos do Decreto-Lei nº 9.797, de 9 de setembro de 1946.